# 李煜
李 煜（り いく）は、十国南唐（江南）の第3代（最後）の国主。後主とよばれる。君主としての政治的能力はほとんどなく、それよりも文学的・芸術的な才能のほうがはるかに優れていた。特に韻文の一種で、勃興しつつあったジャンルである詞の大成者として知られる。父の元宗李璟も芸術方面で評価されているため南唐二主と並称されている。

## 生涯
もとの名は李従嘉（り じゅうか）。昇元元年（937年）、第2代皇帝の元宗李璟の六男として誕生した。母は鍾皇后、兄に李弘冀ら5人、弟に李従善ら5人、子に李仲寓・李仲宣らがいる。特筆すべき身体的特徴として、瞳が二重（重瞳）だったというものがある。幼い頃から早くも詩文や書画に才能を見せていた。もとは鄭王だったが、顕徳6年（959年）に太子だった弘冀が没し、その他の兄も皆早世していたため、後継者と目されて呉王に封ぜられた。建隆2年（961年）、洪州（現在の江西省南昌市）に遷都すると、李従嘉は太子に立てられて、元の都である江寧で監国として国事代行を担うことになった。6月、元宗が崩ずると江寧で即位し、李煜と改名した。内政では貨幣に鉄銭を導入して経済を混乱させ、重用する韓熙載などの臣下に任せきりであった。国力が衰えてきたとはいえ江南の豊かな経済力を背景に、自身の詞や数々の逸話で知られるような文芸活動と絢爛豪華な宮廷生活を続けていった。
開宝4年（971年）、宋に配慮して国号を唐に代わって江南とした。開宝7年（974年）、宋は李煜の来朝を要請したがこれを拒否したため、口実を与えて侵攻を許すこととなった。そして開宝8年（975年）12月、江寧が陥落し、北方に連行されることになった。開宝9年（976年）1月、開封に到着し、以後軟禁生活を余儀なくされた。違命侯（のちに隴西公）に封じられた。
その最期は『黙記』によると、故郷を想う詞をつくったことを太宗に知られ、牽機薬という何度も体を折り曲げて苦しみながら死に至る猛毒を盛られて暗殺されたという。死後、呉王を追贈された。

## 文芸
政務に熱心ではなかった李煜であるが、文芸の才は詞をはじめとして、書や絵画などの分野にも心血を注ぎ、当時散逸していた唐の玄宗が編曲した「霓裳羽衣の曲」の復元にも注力した。書法は「金錯刀」と呼ばれるもので、味のある微妙な震えの表現が特徴である。
詞は李煜が亡国を経験する前後で作風が異なる。宮中で生活していた頃の作品は、花鳥風月や男女間の機微を詠ったりと華美なものがほとんどであった。しかし幽閉生活という境遇は李煜の心情に大きな変化をもたらし、そこから生まれた哀切な表現は後悔や望郷の念といった悲壮さを帯びており、芸術的に一層の高まりをみせた。ちなみにテレサ・テンは、アルバム『淡淡幽情』の中でそのうち3詞に現代風の曲をつけたものを歌っている。
『中国詩人選集16 李煜』（村上哲見訳注、跋文吉川幸次郎、岩波書店）で紹介されている。
李煜は自ら用いる文房具（文房四宝）の発展に寄与した。玉で作られた筆、龍尾硯（歙州硯）という硯、名職人李廷珪による墨、そして宮中の李煜が上奏文の閲覧や書斎としていた建物の名をとって澄心堂紙と呼ばれた紙が有名である。これらは専門の部局を設置して製造に当たらせるほどの熱の入れようであった。

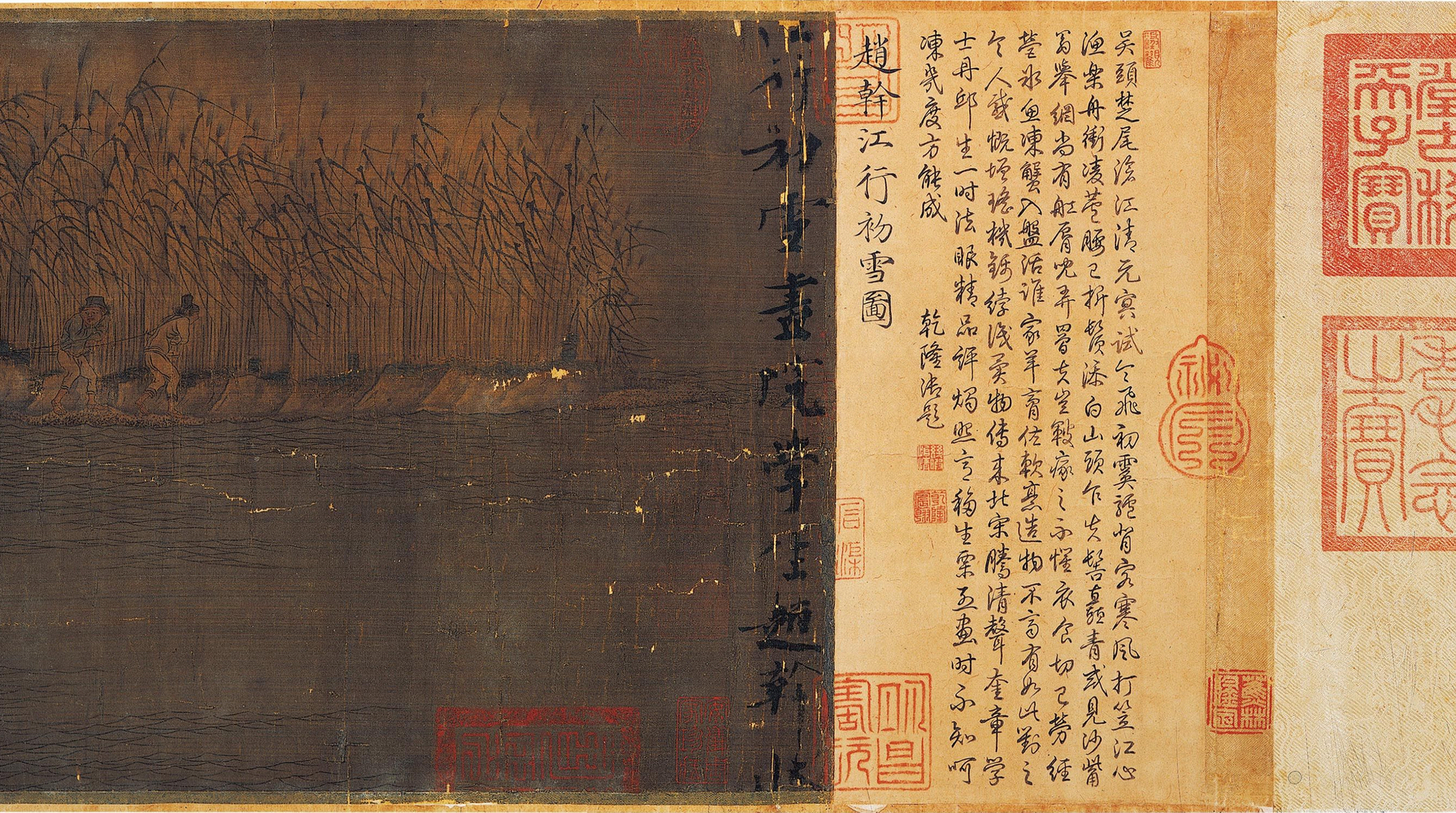
江行初雪画院学生趙幹状